# Емілі Браунінг
Емілі Джейн Браунінг (англ. Emily Jane Browning; нар. 7 грудня, 1988, Мельбурн, Австралія) — австралійська акторка, співачка та модель.

## Біографія
Емілі Джейн Браунінг народилася 7 грудня 1988 року в місті Мельбурн, Австралія. Її батьки — Ендрю та Шеллі Браунінг. В неї є два молодших брати — Меттью та Ніколас. 
З ранніх років Емілі любила творчість, читала багато літератури, захоплювалася дизайном і фотографією. В шкільні роки почала виступати в постановках. Закінчила Елтемську школу у 2006 році.  

### Перші ролі
Кар'єру в кіно Браунінг розпочала в 10 років з невеликої ролі в телесеріалі «Відлуння грому», знятому для телеканалу Hallmark. Незабаром стала з'являтися в невеликих ролях в австралійських фільмах і телевізійних постановках, після чого отримала роль Алісії в телесеріалі «Щось в повітрі» (2000—2001) і Гейлі Фултон в телесеріалі «Blue Heellers» (2000—2002). 2001 року Браунінг з'явилася в ролі дочки головного персонажа Стіва Маєрса (його зіграв Біллі Конноллі) у фільмі «Людина, яка судилась з Богом».
Широку міжнародну відомість юна акторка здобула після ролі Кеті Гарвуд у трилері «Корабель-привид» (2002), за яку вона здобула премію «Австралійського інституту кіно і телебачення», як «Найкраща молода акторка» в цьому ж році. 2003 року вона знялася в бойовику «Банда Келлі», де її партнерами по фільму стали Гіт Леджер і Орландо Блум.
В наступному році Браунінг зіграла Вайолет Бодлер в екранізації серії книг Деніела Гендлера «Лемоні Снікет: 33 нещастя» разом з Джимом Керрі, Ліамом Ейкеном, Меріл Стріп, Геленою Бонем Картер, Біллі Конноллі. Фільм був високо оцінений критикою і здобув премію «Оскар», а Емілі Браунінг отримала дві премії «Австралійського інституту кіно і телебачення», як «Найкраща молода акторка» і «Найкраща акторка міжнародного класу» в 2005 році. Попри це, вона не повернулася в Голлівуд для продовження акторської кар'єри.

### 2008—2011
З 2005 по 2008 рік не знімалася. 2009 року повернулася в кіно головною роллю у фільмі жахів «Непрохані», ремейку Корейського фільму жахів «Історія двох сестер» (2003), її партнерками по фільму стали Елізабет Бенкс і Арієль Кеббел, фільм отримав досить невисокі оцінки критики і середній рівень зборів.
У 2006 році акторка з'явилася в музичному кліпі гурту Evermore на композицію «Light Surrounding You». 1 лютого 2007 року вона була присутня на фестивалі моди L'oreal як фотомодель.
Після цього Браунінг, посилаючись на втому, відхилила запит на прослуховування на роль Бели Свон у фільмі «Сутінки», попри схвалення від авторки оригінальної книги Стефані Маєр.
Після 2009 року Зак Снайдер запропонував 21-річній Браунінг роль Лялечки в своєму новому бойовику «Заборонений прийом». У цьому фільмі вона замінила Аманду Сайфред, яка вибула через конфлікт графіків зйомок. Знімання відбувалося у Ванкувері з вересня 2009 по січень 2010, а фільм вийшов 25 березня 2011 року. В інтерв'ю San Diego Comic-Con International акторка підтвердила, що співатиме у фільмі пісню, яку сама обрала ("Кilling me sofly").
В лютому 2010 було оголошено, що Емілі Браунінг виконає головну роль в австралійському незалежному фільмі «Спляча красуня» режисерки Джулії Лі. Браунінг замінила в цьому фільмі свою подругу Мію Васіковську, яка на той момент була на зніманні екранізації роману «Джейн Ейр». Фільм демонструвався на Канському кінофестивалі в 2011 році та на кінофестивалі в Сіднеї. У рецензії Пітера Бредшоу з Guardian було сказано: «технічно елегантна, з запалом і контролем… Емілі Браунінг дає люті та потужні виконання, в її роботі є сила й оригінальність». На Канському кінофестивалі Браунінг сказала: «Навіть до читання сценарію фільм змусив мене почуватися некомфортно, але це було щось таке, що тягнуло мене до нього».

### 2012—теперішній час
Після завершення роботи у фільмі «Спляча красуня» акторка полетіла в Чилі на знімання фільму «Магія, магія» (2013) режисера Себастьяна Сільви. Стрічку було показано в 2013 році на кінофестивалі «Санденс», а сайт Film.com схарактеризував фільм як один з найкращих фільмів 2013 року.
У 2012 році Браунінг замінила англійську акторку Офелія Ловібонд у фільмі «Літо в лютому», працюючи разом з Домініком Купером і Деном Стівенсом.
У липні 2012 року Браунінг запросили знятися в музичному фільмі «Боже, допоможи дівчині», її партнерами по фільму стали Оллі Александер, Ганна Мюррей, П'єр Буландже, Сара Свайр. Втілюючи персонажку Єву, Браунінг виконувала всі пісні наживо. Знімання фільму почали 8 липня 2012 року і завершили 12 серпня 2012 року.
Емілі Браунінг працювала як співачка і в інших картинах. Спеціально для фільму «Заборонений прийом» вона записала кавер-версії пісень Eurythmics — Sweet Dreams", Pixies — Where Is My Mind?" і «Сплячий» The Smiths.
Незабаром Браунінг була заявлена на роль висхідної рок-зірки Гейлі у фільмі Кетрін Гардвік «Запали мене» (2013), замінивши Еван Рейчел Вуд, яка вибула через конфлікти планування. Її головним партнером по фільму став актор Ксав'єр Семюель, з яким вона вже працюала в «Магія, магія» (2013).
Незабаром акторка знялася в історико-пригодницькому фільмі-катастрофі «Помпеї» Пола Андерсона. Її партнерами стали Кіт Герінгтон, Керрі-Енн Мосс, Джаред Гарріс, Кіфер Сазерленд, Адевале Акінуоє-Агбадже, Джессіка Лукас. Прем'єра фільму відбулася в 19 лютого 2014 року в США. Знімання відбувалося на кіностудії «Cinespace Film Studios», в Торонто і Помпеях. Фільм отримав високі оцінки критики і хороший рівень зборів.
У 2014 році знялася в кліпі гурту Years & Years — «Take Shelter». Незабаром виконала одну з головних ролей у кримінальному трилері «Легенда» (2015) британсько-французького виробництва режисера Браяна Гелгеленда за мотивами книги Джона Пірсона «Мистецтво жорстокості: зліт і падіння близнюків Крей». В основі сюжету історія близнюків Крей— гангстерів, що тероризували Лондон у 1960-х. Прем'єра фільму відбулася у Великій Британії 9 вересня 2015 року.
17 березня 2016 року Емілі Браунінг була затверджена на роль Лори Мун в телесеріалі каналу Starz, «Американські боги», заснованому на однойменному романі англійського письменника Ніла Ґеймана. Він сказав: «Я був зачарований Емілі Браунінг після фільму „33 нещастя“, і в неї є завдання. Її персонажка дуже хитра і на екрані вона ще небезпечніша, ніж на сторінках».
У червні 2021 року було оголошено, що Браунінг замінить Анну Паквін у драмі Андреа Паллаоро «Моніка», приєднавшись до Трейс Лайзетт, Патриції Кларксон та Адріани Баррази.  Вона також мала знятися у трилері Ленса Едмандса «Брайтвотер» разом зі Скутом Макнейрі та Джеком Рейнором .

## Особисте життя
Браунінг зробила перерву в акторській кар'єрі, щоб завершити освіту в середній школі «Елтем», де вона отримала Вікторіанський сертифікат про складання екзаменів у листопаді 2006 року.
З 2011 року зустрічалася з англійським актором і моделлю Максом Айронсом, влітку 2012 розійшлися через завантажений робочий графік обох.
У 2023 році одружилася з Едді О'Кіфом. Має кота Джаспера і собакк Роксі.

## Нагороди
| Рік  | Робота                    | Асоціація                            | Категорія                                                                        | Результат | Реф.   |
| ---- | ------------------------- | ------------------------------------ | -------------------------------------------------------------------------------- | --------- | ------ |
| 2002 | Halifax f.p.              | Australian Film Institute            | Нагорода молодому актору                                                         | Перемога  |        |
| 2005 | Лемоні Снікет: 33 нещастя | Australian Film Institute            | Міжнародна премія за найкращу жіночу роль                                        | Перемога  | [ 17 ] |
| 2005 | Лемоні Снікет: 33 нещастя | BFCA Awards                          | Найкраща молода акторка                                                          | Номінація |        |
| 2005 | Лемоні Снікет: 33 нещастя | Young Artist Awards                  | Найкраща жіноча роль у повнометражному художньому фільмі, головна молода акторка | Номінація |        |
| 2011 | Спляча красуня            | Hamptons International Film Festival | Проривний виконавець                                                             | Перемога  | [ 18 ] |

## Фільмографія

### Фільми і серіали
| Рік       |   | Українська назва             | Оригінальна назва                               | Роль                    |
| --------- | - | ---------------------------- | ----------------------------------------------- | ----------------------- |
| 1998      | с | Луна грому                   | The Echo of Thunder                             | Опел Рітчі              |
| 1999      | ф |                              | High Flyers                                     | Фібі Мейсон             |
| 2000      | с | Грозове каміння              | Thunderstone                                    | Кліо                    |
| 2000—2001 | с | Дещо у повітрі               | Something in the Air                            | Алісія                  |
| 2000—2002 | с |                              | Blue Heelers                                    | Гейлі Фултон            |
| 2001      | с | Мерилін Монро                | Blonde                                          | Фліс                    |
| 2001      | с | Галіфакс: Граючи Бога        | Halifax f.p: Playing God                        | Крісті О’Конно          |
| 2001      | ф | Людина, яка судиться з Богом | The Man Who Sued God                            | Ребекка Маєрс           |
| 2002      | ф | Корабель-привид              | Ghost Ship                                      | Кеті Гарвуд             |
| 2003      | ф | Спадає темрява               | Darkness Falls                                  | молода Кейтлін Грін     |
| 2003      | ф | Банда Келлі                  | Ned Kelly                                       | Грейс Келлі             |
| 2004      | ф | Після зливи                  | After the Deluge                                | Медді                   |
| 2004      | ф | Лемоні Снікет: 33 нещастя    | Lemony Snicket’s A Series of Unfortunate Events | Вайолет Бодлер          |
| 2006      | ф | Безпорадний                  | Stranded                                        | Пенні                   |
| 2009      | ф | Непрохані                    | The Uninvited                                   | Анна                    |
| 2011      | ф | Заборонений прийом           | Sucker Punch                                    | Лялечка                 |
| 2011      | ф | Спляча красуня               | Sleeping Beauty                                 | Люсі                    |
| 2013      | ф | Магія, магія                 | Magic, magic                                    | Сара                    |
| 2013      | ф | Гостя                        | The Host                                        | Лепа / Анні             |
| 2013      | ф | Літо в лютому                | Summer in February                              | Флоренс Картер-Вуд      |
| 2013      | ф |                              | God Help the Girl                               | Ів                      |
| 2013      | ф | Запали мене                  | Plush                                           | Гейлі                   |
| 2014      | ф | Помпеї                       | Pompeii                                         | Кассія                  |
| 2015      | ф | Легенда                      | Legend                                          | Френсіс Ши              |
| 2016      | ф |                              | Shangri-La Suite                                | Карен Берд              |
| 2017      | ф |                              | Golden Exits                                    | Наомі                   |
| 2017—2021 | с | Американські боги            | American Gods                                   | Лора Мун (головна роль) |
| 2018—2019 | с | Коханці                      | The Affair                                      | Сьєра Джеймс            |
| 2022      | ф | Моніка                       | Monica                                          | Лаура                   |
| 2023      | с |                              | Class of '07                                    | Зої Міллер              |

### Відеоігри
| Рік  | Назва                                           | Роль           | Примітки  |
| ---- | ----------------------------------------------- | -------------- | --------- |
| 2004 | Lemony Snicket's A Series of Unfortunate Events | Вайолет Бодлер | Озвучення |

## Дискографія
| Рік  | Назва                                               | Альбом           |
| ---- | --------------------------------------------------- | ---------------- |
| 2011 | «Sweet Dreams (Are Made of This)»                   | Sucker Punch OST |
| 2011 | «Where Is My Mind?» (Yoav featuring Emily Browning) | Sucker Punch OST |
| 2011 | «Asleep»                                            | Sucker Punch OST |
| 2013 | «Introdubtion»                                      | Plush OST        |
| 2013 | «Close Enough to Kill»                              | Plush OST        |
| 2013 | «Half of Me»                                        | Plush OST        |
| 2013 | «The Look in Your Eye» (Jack Version)               | Plush OST        |
| 2013 | «Half of Me» (Enzo Remix) featuring Thomas Dekker   | Plush OST        |